# Pontevedra (járás)
Pontevedra egy comarca (járás) Spanyolország Galicia autonóm közösségében, Pontevedra tartományban. Székhelye . Lakosainak száma 123 851 fő (2024).

## Települések
A székhely neve félkövérrel szerepel.
- Pontevedra
- Poio
- Barro
- Campo Lameiro
- Cotobade
- A Lama
- Ponte Caldelas
- Vilaboa

## Népeség
| 2020 | 125 280 |
| 2024 | 123 851 |